# 1983–1986 (Sni Sredstvom Za Uklanianie)
1983-1986 to album zawierający nagrania zespołu Sni Sredstvom Za Uklanianie, wydany przez Biodro Records w 2008 roku. Kompozycje zostały po raz pierwszy nagrane w gdańskim studiu SAR w 1986 roku, ale zaginęły. W związku z tym, w 1995 roku po sesji nagraniowej albumu Trupów Songs for Genpo Tymański, Merta i Szmit reaktywowali SSZU na dwa tygodnie i ponownie nagrali stracone kompozycje z pierwszego okresu działalności grupy.

## Spis utworów
1. "Moja lewa ręka"
2. "Film"
3. "Jutro"
4. "Labirynt"
5. "To nie moje sumienie"
6. "Inne słońca"
7. "Błąd"
8. "Manekin"
9. "Granica"
10. "Wrona*"
11. "Pryzmat"
12. "Trup w wannie"
13. "Ostatnie Drzwi"
14. "Mapa skóry"
15. "Pierwszy maja"

## Twórcy
- Tymon Tymański – głos, gitara basowa
- Piotr Merta – gitara
- Bartek Szmit – perkusja